# Beatrice Ask

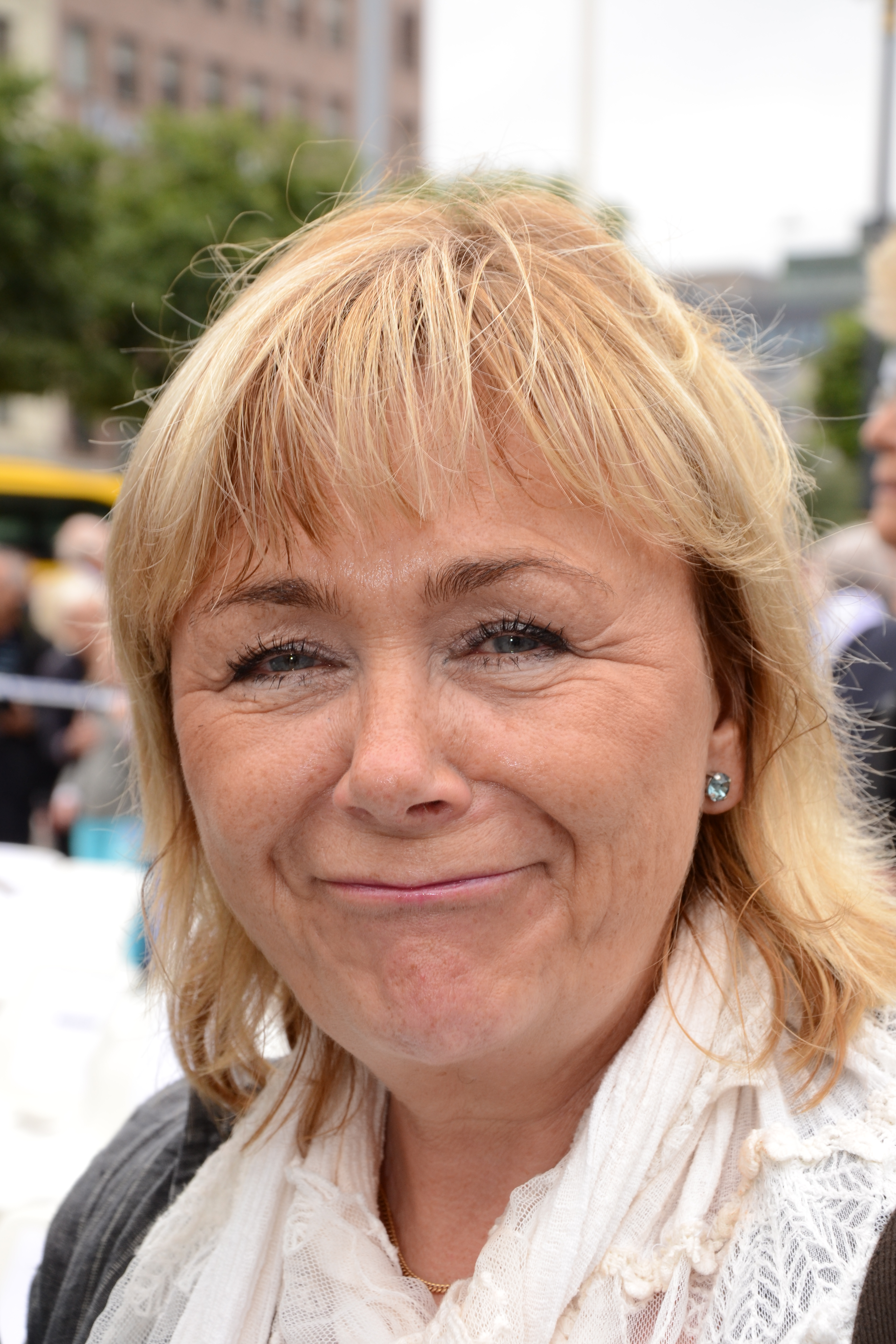
Beatrice Ask (2011)

Eva Carin Beatrice Ask (* 20. April 1956 in Sveg, Härjedalen) ist eine schwedische Politikerin der Moderata samlingspartiet.
Von 1984 bis 1988 war sie die Vorsitzende der Jugendorganisation ihrer Partei. Von 1991 bis 1994 war sie Schulministerin in Schweden. 1994 wurde sie in den schwedischen Reichstag gewählt, ab 2003 war sie dort die justizpolitische Sprecherin ihrer Partei. Am 6. Oktober 2006 wurde sie in der neuen Regierung Reinfeldt zur Justizministerin ernannt, Ask ist damit eine der wenigen Nichtjuristen, die bisher in Schweden dieses Amt innehatten. Nach den Wahlen 2014 wurde eine Regierung unter Führung der Sozialdemokraten gebildet. Ihr Nachfolger im Kabinett Löfven wurde Morgan Johansson. Zum 1. Januar 2020 wurde Ask Landshövding (Regierungspräsidentin) der Provinz Södermanlands län.